# Wings Over Europe Tour
Wings Over Europe Tour fue la segunda gira musical del grupo británico Wings, realizada por varios países de Europa entre julio y agosto de 1972.

## Promoción
Después de Wings University Tour, una gira con conciertos improvisados en distintas universidades británicas, Wings Over Europe se realizó con la intención de promocionar «Give Ireland Back to the Irish» y «Mary Had a Little Lamb», dos sencillos del grupo, así como par proveer a Wings de grabaciones en directo con vistas a incluirlas en un futuro álbum. El segundo objetivo nunca llegó a materializarse, y en su lugar se publicó Red Rose Speedway en la primavera de 1973 sin ningún material en directo. Solo la interpretación de «The Mess», grabada durante el concierto del 21 de agosto en The Hague, fue publicada como cara B del sencillo «My Love».

## Gira
El grupo, junto a la familia McCartney, viajó a través de Europa en un autobús de dos pisos coloreado para la ocasión. La gira se desarrolló en gran parte sin incidentes, a excepción del 10 de agosto, cuando Paul y Linda McCartney fueron arrestados en Gothenburg, Suecia por posesión de marihuana. La pareja fue multada con 1 200 dólares. Paul bromeó sobre la detención que «hacía buena publicidad» a la gira, pero su arresto le provocó varios problemas a la hora de obtener visados en viajes futuros.
La formación de Wings fue similar a la primera gira, integrada por Paul, Linda, Denny Laine, Henry McCullough y Denny Seiwell.

## Banda
- Paul McCartney: voz, guitarra eléctrica, bajo y teclados.
- Linda McCartney: teclados, pandereta y coros.
- Denny Laine: guitarra eléctrica, bongo bajo y coros.
- Henry McCullough: guitarra eléctrica y coros.
- Denny Seiwell: batería.

## Fechas
| Fecha                | Ciudad             | País         | Escenario                     |
| -------------------- | ------------------ | ------------ | ----------------------------- |
| 9 de julio de 1972   | Châteauvallon      | Francia      | Centre Culturel               |
| 12 de julio de 1972  | Juan-les-Pins      | Francia      | Juan-les-Pins                 |
| 13 de julio de 1972  | Arlés              | Francia      | Théâtre Antique               |
| 14 de julio de 1972  | Lyon               | Francia      | Cancelado                     |
| 16 de julio de 1972  | París              | Francia      | Olympia                       |
| 18 de julio de 1972  | Munich             | Alemania     | Zirkus-Krone-Bau              |
| 19 de julio de 1972  | Fráncfort del Meno | Alemania     | Offenbach-Halle               |
| 21 de julio de 1972  | Zúrich             | Suiza        | Kongress-Halle                |
| 22 de julio de 1972  | Montreux           | Suiza        | Pavilion                      |
| 1 de agosto de 1972  | Copenhague         | Dinamarca    | K.B. Hallen                   |
| 4 de agosto de 1972  | Helsinki           | Finlandia    | Messuhalli                    |
| 5 de agosto de 1972  | Turku              | Finlandia    | Idreats                       |
| 7 de agosto de 1972  | Estocolmo          | Suecia       | Gröna Lund                    |
| 8 de agosto de 1972  | Örebro             | Suecia       | Idretshalle                   |
| 9 de agosto de 1972  | Oslo               | Noruega      | Njaardhallen                  |
| 10 de agosto de 1972 | Gotemburgo         | Suecia       | Skandinavien Halle            |
| 11 de agosto de 1972 | Lund               | Suecia       | Olympen                       |
| 12 de agosto de 1972 | Odense             | Dinamarca    | Fyns Forum                    |
| 14 de agosto de 1972 | Aarhus             | Dinamarca    | Vejlby-Risskov Hallen         |
| 16 de agosto de 1972 | Düsseldorf         | Alemania     | Rheinhalle                    |
| 17 de agosto de 1972 | Róterdam           | Países Bajos | De Doelen                     |
| 19 de agosto de 1972 | Groninga           | Países Bajos | Evenementenhal Martinihal     |
| 20 de agosto de 1972 | Ámsterdam          | Países Bajos | Concertgebouw                 |
| 21 de agosto de 1972 | La Haya            | Países Bajos | World Forum Convention Center |
| 22 de agosto de 1972 | Amberes            | Bélgica      | Cinema Roma                   |
| 24 de agosto de 1972 | Berlín             | Alemania     | Deutschlandhalle              |

## Lista de canciones
1. "Bip Bop"
2. "Smile Away"
3. "Mumbo"
4. "Give Ireland Back to the Irish"
5. "1882"
6. "I Would Only Smile"
7. "Blue Moon of Kentucky"
8. "The Mess"
9. "Best Friend"
10. "Soily"
11. "I Am Your Singer"
12. "Henry's Blues"
13. "Say You Don't Mind"
14. "Seaside Woman"
15. "Wild Life"
16. "Help Me (A Long Way To Go)"
17. "My Love"
18. "Mary Had a Little Lamb"
19. "Maybe I'm Amazed"
  - Encore
20. "Hi, Hi, Hi"
21. "Long Tall Sally"